# Elem
 (décembre 2024).
Si vous disposez d'ouvrages ou d'articles de référence ou si vous connaissez des sites web de qualité traitant du thème abordé ici, merci de compléter l'article en donnant les références utiles à sa vérifiabilité et en les liant à la section « Notes et références ».
Albums de Urban Trad
Kerua
(2003) Erbalunga
(2007)
Elem est le troisième album du groupe musical belge Urban Trad, sorti en octobre 2004.
Elem tire son nom des quatre éléments composant le monde en philosophie naturelle, à savoir l'eau, la terre, l'air et le feu. Cette thématique est le fil rouge de l'album. D'un point de vue musical, on retrouve dans Elem quelques-unes des caractéristiques ayant permis au groupe de connaître un réel succès avec leur précédent opus, Kerua (2003). Aux sonorités celtiques et traditionnelles se mêlent toujours des arrangements plus actuels, à la fois électroniques et disco. 
Toutefois, Elem marque un certain tournant dans l'univers artistique du groupe, qui abandonne le langage imaginaire qu'il s'était inventé, le « sanomi », au profit de langues européennes réelles comme le français, le néerlandais, l'espagnol ou le suédois.

## Liste des titres
1. Rodgrod Med Flode
2. De luz, amor y nada
3. Vigo
4. Jorden/Terra
5. Bourée d'Erasme
6. De l'air
7. Valse
8. Two Hornpipes
9. Zout
10. Mind the Gap
11. V.T. Intro
12. Vodka Time (Mass'Mix)

Bonus
1. Lampang/Mideau Rhemila (Live)